# Бял дроб
Бял дроб 
(на латински: pulmo и на гръцки: pneumon) е чифтен орган от дихателната система, свързващ я с кръвоносната система на дишащите въздух гръбначни. Представлява голям чифтен орган, в паренхима на който се извършва газовият обмен и венозната кръв се превръща в артериална. Процесът, при който става този обмен, се нарича „дишане“. Това е основният орган, осъществяващ дишането при четириногите, някои риби и отделни безгръбначни животни. Механизмът, по който белите дробове осъществяват дишането, се нарича дифузия. За целта е нужна огромна площ, която се постига благодарение на сложна мозайка от специализирани клетки, които образуват милиони мънички, изключително тънкостенни въздушни торбички, наречени алвеоли. Дишането е рефлекторен процес, който при висшите четирикраки се извършва от гръдните мускули и диафрагмата, а при по-нисшите се спомага от мускулите на фаринкса или други спомагателни мускули при безгръбначните.

Белите дробове имат също и недихателни функции. Медицинските термини, отнасящи се до белите дробове често започват с пулмо- от латинската дума за бели дробове pulmones.

## Анатомично устройство
Белият дроб е орган с мека конструкция. Той е лек, еластичен, изпълнен с въздух и поставен във вода изплува на повърхността. Двата дяла на органа са разположени изцяло в гръдната кухина. Отделени са един от друг, чрез средостението и органите разположени в него. От коремните органи е отделен посредством диафрагмата. Формата и размерите на органа зависят от състоянието, в което се намират. При вдишване размерите са по-големи, отколкото при издишване. Белият дроб има форма на надлъжно разрязан конус. Всяка половина притежава основа, тяло и връх. Основата е широка и лежи изцяло върху купола на диафрагмата, а заобленият му връх при човека се издига нагоре на 3 – 4 cm над първи чифт ребра и 2 – 3 cm над ключицата. Между основата и върха е разположено тялото.
На всеки дроб се различават три повърхности – диафрагмена, ребрена и медиална. Диафрагмената заема основата на дроба (basis pulmonis) и е вдлъбната съответно на големината на купола. Ребрената е изпъкнала и лежи непосредствено под ребрата. Медиалната повърхност е обърната изцяло към средостението. Тя се допира до поместените в медиастиналното пространство органи – сърце, перикард, хранопровод, аорта и други. Същите оставят и отпечатъци по белодробната повърхност. Трите повърхности преминават една в друга като на мястото на прехода образуват три ръба – тъп, остър и медиастинален.
Към средата на медиалното пространство има свободно от висцерална плевра поле наречено белодробна врата или хилус. През него в белите дробове навлизат главния бронх и придружаващите го клонове на белодробната и бронхиалната артерия с нервните влакна. От хилуса излизат белодробните и бронхиалните вени с лимфни съдове. Бронхът и съответните влизащи и излизащи съдове се наричат белодробен корен. На това място се образува двойна плеврална връзка, която съединява медиастинума с белия дроб.
Белият дроб при бозайниците се разделя на дялове. Лобирането се извършва от няколко изрезки, които се намират на острия ръб и имат характерни видови особености по отношение на наличие, големина и положение. От корена си всеки бял дроб се дели на два основни дяла. Те са отделени един от друг, чрез различно дълбоки междудялови изрезки. По този начин се създава известна самостоятелност на дяловете. Освен двата основни белите дробове се делят допълнително на по-малки дялове. Броят и големината им са видовоспецифичен белег. Главното разделение на белия дроб на два дяла се дължи основно на делението на трахеята на два главни бронха.
Функционално в белия дроб се различават две части: въздухоносни пътища, представени от бронхите и техните разклонения, и дихателна част – белодробните алвеоли, в които се извършва газовата обмяна.

### Бронхиално дърво
В основата на деленето на белите дробове стоят вътреорганните въздухоносни пътища. Те се образуват от разположението на главния бронх. След като той навлезе в белия дроб изпраща клонове за дяловете, а те от своя страна вторични клончета за делчетата. Многобройните разклонения образуват бронхиалното дърво. Заедно с бронхите вървят и кръвоносните съдове – артерии и вени. Опората на бронхиалното дърво се осъществява от хрущялни пръстенчета в по-големите бронхи. Допълнителен ефект оказват и кръвоносните съдове.
Сегментните бронхи се делят дихотомно на по-малки, които накрая преминават в бронхи на делчетата. В делчето се разпадат на няколко по-малки бронхиоли. Последните са изградени само от еднослоен ресничест епител и еластични гладкомускулни влакна. Тези терминални бронхиоли преминават в респираторни бронхиоли, а те от своя страна в няколко алвеоларни хода. Завършват сляпо с алвеоларни торбички.

### Алвеоли
Алвеолата е полусферично образувание, до което достига въздухът и се извършва газообменът. Няколко алвеоли разположени една до друга и имащи общ вход, образуват алвеоларна торбичка. Всяка е с диаметър 0,1 до 0,14 μm. Множество такива алвеоларни торбички ограждат общото пространство на алвеоларния вход. Имат съвършено тънка стена и са обгърнати от богата капилярна мрежа. От пулмоналните алвеоли се внася кръв бедна на кислород, отдава въглероден диоксид, насища се с кислород по пулмоналнатажвена се връща в лявото предсърдие.

### Кръвоснабдяване
Белият дроб е основно звено в малкия кръг на кръвообращение. В него навлизат функционалните съдове a.pulmonalis и vv.pulmonales. Освен тях в органа навлизат и нутритивни кръвоносни съдове част от големия кръг на кръвообращение – vena и arteria bronchialis. Бронхиалната артерия кръвоснабдява бронхиалното дърво до нивото на крайните бронхиоли, а крайните разклонения на функционалния съд са междуалвеоларните капиляри, в които се извършва обмяната на газове.

### Хистологично устройство
Подобно на трахеята и стената на главните бронхи е изградена от еднослоен, многореден, призматичен, ресничест епител на лигавицата. Под него в проприята се разполагат слузни жлези наречени бронхиални. Хрущялните пръстени на бронхите са цели, а лигавицата е изпъната, но с надлъжни гънки. Хрущялните пръстени са съставени от по няколко парчета, свързани помежду си с уплътнена съединителна тъкан. Бронхиалните жлези са в по-голямо количество в горните отдели на бронхиалното дърво. При средните бронхи количеството на хрущялните пръстени е по-малко и постепенно се замества от циркулярна гладкомускулна тъкан. Това е причина за още по-голямо нагъване на лигавицата им. При малките бронхи се срещат само единични хрущялни парчета, а епителната покривка преминава в двуреден призматичен ресничест епител. Последните подразделения на бронхите образуват делчести бронхи, които обрадуват т.нар. белодробно делче. То представлява пирамида, на чиито връх се намира делчестия бронх. Във всяко делче се откриват по 20 до 80 бронхиола, подразделение на делчестия бронх. Постепенно при тях епителът преминава в кубичен ресничест, разположен върху съединителнотъканна основа. Липсват жлези и хрущялни пръстени, а гладката мускулатура е представена от единични клетки. Последните сектори са представени от респираторните бронхиоли завършващи с алвеолна торбичка. При тях епителът е кубичен без допълнителни подслоеве освен съединителнотъканна основа. Посредством преходен алвеоларен ход плавно преминава в алвеолата.
Алвеолите са отделени една от друга от алвеоларни септи. Основата на всяка септа се образува от съединителна тъкан, в която се разполага фина мрежа от еластични влакна и кръвоносни капиляри. Вътрешната повърхност е обвита от еднослоен плосък епител лежащ на базална мембрана. Тук се наблюдават няколко вида респираторни епителни клетки:
- Малки пневмоцити. Наричат се още негранулирани пневмоцити. Това са основните покривни клетки на алвеолите. Имат плоска форма и лещовидни клетъчни ядра. Клетките са с малка дебелина – едва от 0,2 μm. Образуват неправилни израстъци, които контактуват със съседните пневмоцити.
- Големи пневмоцити. Изпъкват над повърхността на покривните клетки и са сравнително по-малко на брой. Имат по-голямо овално ядро и гранулирана цитоплазма. Гранулите съдържат липопротеидни вещества, които се отделят в алвеоларната кухина и образуват тънък слузоподобен слой. Този слой се означава като сърфактънт и съдържа предимно фосфолипиди (основно дипалмитоилфосфатидилхолин). Притежава известна еластичност и предотвратява слепването на стените им. (виж раздел Белодробно налягане)
- Камбиални клетки. Притежават овална форма, без израстъци, разположени в гънките между пневмоцитите. От тях се диференцират малките и големите пневмоцити.
- Алвеоларни макрофаги. Големи кълбовидни клетки, разположени между пневмоцитите или в съединителната тъкан на интраалвеоларните септи. Произлизат от моноцитите и показват ултраструктурна прилика с тях. Функцията им е да фагоцитират попадналите в алвеолите прашинки и микроорганизми.

Сърфактънтът, епителната покривка на алвеолите, базалната мембрана под него и ендотелните клетки на интраалвеоларните капиляри заедно образуват бариерата „въздух – кръв“.

## Обемна вместимост на белия дроб
В зависимост от дълбочината на вдишването и издишването може да влезе или излезе различно количество въздух. При измерванията на тези обемни съотношения се използват понятията „обем“ или „въздух“. Количеството въздух, което излиза от белия дроб при нормално издишване се нарича дихателен обем или дихателен въздух. Той зависи от възрастта. При новородени деца например дихателния въздух е 12 cm3 и достгига до 500 cm3 при възрастен човек. Въздухът, който остава след най-дълбоко издишване, се нарича остатъчен обем или остатъчен въздух. Част от него може да излезе при пневмоторакс. Този въздух се нарича колапсен. Останалата част от остатъчния въздух след колапс се нарича минимален въздух. В белия дроб на новородените, които не са направили първото дихателно движение минималният въздух липсва. Този факт има значение при съдебномедицинска експертиза дали новороденото се е родило живо или не. Ако е вдишан въздух след раждане парче от бял дроб изплува във вода и обратно, ако не е вдишан парчето от бял дроб потъва. Минималният въздух липсва и когато алвеоларното пространство е запълнено с ексудат или трансудат, поради което пневмоничните участъци се диференцират от нормалните също с потапяне на парченца бял дроб във вода.
Въздухът, който остава след нормално издишване над остатъчния, се нарича експираторен резерв. Въздухът, който може да влезе допълнително в белия дроб след нормално вдишване, но при усилена инспирация, се нарича инспираторен резервен обем или допълнителен въздух.
За характеризиране на белодробната вентилация се използва понятието витален капацитет. Сборът от експираторния резервен обем, дихателния обем и инспираторния обем дава т.нар. витален капацитет или т.нар. жизнена вместимост. Сборът от виталния капацитет и остатъчния обем представлява т.нар. тотален белодробен капацитет. Сборът от експираторния резервен обем и остатъчния обем дава функционалния остатъчен капацитет.
Средният витален капацитет при човека е около 3500 cm3, а при коня от – от 26 000 до 30 000 cm3. Този показател може да се изменя значително при хора с физическа подготовка. За определяне на обемната вместимост се използва уред наречен спирометър. Обемната вместимост зависи и от пола и възрастта. При мъжките организми виталният капацитет е по-голям. Вместимостта може да се измени при някои заболявания, особено при тези, при които се загубва еластичността на белия дроб. При човека например тя се увеличава до 18-годишна възраст, след което се запазва на едно и също ниво до 35 години и след това постепенно започва да намалява. Нормалното количество на дихателния въздух при коня е около 5000 – 6000 cm3, при говедото – около 3800 cm3, при козата и овцата около – 300 cm3, а при кучето варира силно и зависи от породата – 30 – 100 cm3. Дихателният въздух задоволява нуждите на организма само при покой. При работа силно се ангажират допълнителният и резервният въздух. Допълнителният въздух при човека е 1500 cm3, а при коня е 12 000 cm3. Същите пропорции се запазват и при резервния въздух.

## Белодробна вместимост
Белодробната вместимост се нарича степента на циркулация на въздуха в белия дроб за определено време. Най-простият показател за тази степен на вентилация е минутния обем на белия дроб, който представлява количеството на издишан въздух за една минута. Определя се като се умножи броят на дихателните движения по обема при едно издишване. Величината на минутния обем зависи преди всичко от обмяната на веществата, което от своя страна зависи от това дали организма се намира в покой, или извършва работа. По-краткотрайни, но резки промени настъпват при емоционални състояния.

## Недихателни функции на белия дроб
Освен активна дейност в процеса на дишането белият дроб изпълнява и второстепенни функции като:
- Регулира pH на кръвта като променя парциалното налягане на въглеродния диоксид.
- Филтрира малки кръвни съсиреци образувани във вените.
- Филтрира микроскопични газови мехурчета, които се срещат във венозния поток, като например тези образувани при декомпресия след дълбоководно плуване.[2]
- Оказва влияние на концентрацията в кръвта на някои биологични вещества и лекарства.
- Превръща ангиотензин I в ангиотензин II под действието на ангиотензин превръщащ ензим.
- Може да служи като орган посрещащ удари и защитаващ сърцето от нараняване.
- Бронхиалният секрет съдържа Имуноглобулин A, който защитава организма от проникването на микроорганизми в него.
- Поддържа стерилността на организма благодарение на производството на слуз, съдържаща антимикробни съединения.[3] Слузта съдържа гликопротеини, в т.ч. муцин, лактоферин,[4] лизозим, лактопероксидаза.[5][6] В секрета се открива още тироидна оксидаза[7][8][9] протеини произвеждащи водороден пероксид, който пречи на микробния синтез. Тази функция не се изпълнява при пациенти болни от муковисцидоза.[10][11]
- Ресничестият епител от лигавицата на дихателните пътища изпълнява механична защита от микроорганизми и чужди частици попаднали с дихателния поток. Той придвижва чуждите тела ретроградно извън органа в посока към фаринкса.
- Въздушният поток отделен при издишването служи за вокализацията при животните и човешката реч.
- Белият дроб е един от резервоарите от кръв за организма. При човека той поема около 9% от цялото количество на кръв и може да послужи за компенсация на кръв в случай на кръвозагуба.[12]
- Участва в терморегулацията на организма – особено при бозайници, при които липсват потни жлези.

## Видови особености на белия дроб

### Бял дроб при безгръбначните
Някои видове безгръбначни животни имат органи наречени „бели дробове“, които подобно на гръбначните обслужват дихателната функция. Тези органи обаче не са еволюционно свързани с белите дробове на гръбначните, а са инвагинация на ектодермата. Нисшите безгръбначни нямат специализирани дихателни органи, а дишат през повърхността на тялото. Мантията при молюските изпълнява роля на бял дроб, където през малък отвор се свързва с външната среда. Някои паякообразни и скорпиони са развили органни структури, наречени „книгообразни бели дробове“. Те използват атмосферния въздух за осъществяване на газоообмена. Структурата на органа наподобява на разтворена книга – страниците са отделните листа от тъканта. Запълнени са с хемолимфа. Тази структура е поместена в белодробна торбичка (атриум), която се свързва с външната среда посредством дихателен отвор (стигма или дихалце) и е разположена по долната повърхност на коремчето или задните сегменти на главогръда. Пространството между листите е запълнено с въздух. Кислородът и въглеродният двуокис дифундират между хемолимфата и въздуха през повърхността на листите. Този орган е филогенетично доста стар и съществува в този вид от девон. Изкопаеми паякообразни с книгообразен бял дроб са открити в Райниеви кремъци в Шотландия от преди 410 млн. години.
Много видове морски раци имат развит „бранхиостегален тип бял дроб“. Макар че са морски животни те наистина могат да се удавят под вода. Те вдишват на сушата и задържат дъха си под вода. Охлювите от разред Pulmonata също притежават развит орган наречен бял дроб и изпълняващ газообмена на организма.

### Бял дроб при рибите
Двойнодишащите риби са риби, които освен хриле осигуряват кислород за организма посредством слаборазвит бял дроб. По устройство наподобяват на този при земноводните и притежават една или повече вътрешни прегради. Например при австралийската риба Неоцератодус белият дроб е нечифтем, макар и разделен на два дяла. Други двойнодишащи риби и тези от род Polypterus притежават чифтен бял дроб разположен в горната част на тялото, а дихателната им тръба се свързва в началото на хранопровода. Кръвоснабдяването на органа идва от вентралната област, заобикаляйки хранопровода, което показва, че вероятно белият дроб произхожда от тъкан намираща се в долната част, която в хода на еволюцията заема ново местоположение.

### Бял дроб при земноводните
Белият дроб при повечето земноводни представлява мехурчест орган, който има ограничен газообмен поради ограничената му вътрешна повърхност. При тези животни органът не е достатъчно ефективен, но за сметка на това зевноводните имат ниско ниво на метаболизъм, а освен това кожата е богато кръвоснабдена и поема значителна част от газообмена на организма и му осигурява нужните нива от кислород. За разлика от бозайниците, при които дишането е в резултат на разтягането на белия дроб от отрицателно налягане при земноводните този процес се дължи на положително налягане върху органа. Поради липсата на гръден кош и дори ребра вдишването става посредством гълтане на въздуха през устата. Издишването става благодарение на еластичността на белия дроб.
При безбелодробните саламандри дишането се извършва от кожата и кръвоснабдени тъкани в областта на устата. Други земноводни, които не притежават бял дроб са калимантанската жаба Barbourula kalimantanensis и безкракото земноводно Atretochoana eiselti. С появата на бял дроб при земноводните се появява и втори кръг на кръвообращение.
Белият дроб при земноводните е разделен от няколко вътрешни прегради, върху които е разположена мека тъкан и образува алвеоли подобни на пчелни килийки. При някои саламандри липсват тези септи, а белият дроб е почти с гладка повърхност. Подобно на змиите и при безкраките земноводни е развита само дясната част на белия дроб.

### Бял дроб при птиците
Белият дроб на птиците е сравнително малък и нееластичен. Разположен е в предната горна четвъртина на общата телесна празнина. Съставен е от два дяла. За разлика от бозайниците този при птиците е сраснал с гръдните стени и диафрагмата, и поради тази причина не може да се разширява, не притежава и серозна обвивка отговаряща на плеврата. Въпреки това обаче има по-сложно устроени въздухоносни пътища. Белите дробове са свързани с въздушни торбички, разположени из тялото между различни органи които служат за вентилиране на самите бели дробове.

## Функция
Освен в газообмена белият дроб участва и в процесите на регулацията на киселинно-алкалния баланс в организма, терморегулацията, освобождаването и предотвратяване на навлизането на някои вредни вещества и микроорганизми.

### Дишане
Дишането се дължи основно на диафрагмата и междуребрените мускули. При движението на тези мускули се увеличава обема на гръдния кош. Налягането в него се намалява и води до разширяване на белия дроб. По този начин въздухът навлиза през горните дихателни пътища и изпълва алвеолите. Издишването става в резултат на свиване на мускулите, налягането се повишава и изтласква въздуха навън.

## Ембрионален произход
В хода на еволюцията белите дробове се появяват за пръв път при земноводните през девонската ера. В ембрионалното развитие обаче се появява в първата третина на бременността като част от предния край на първичното черво. В областта на четвъртата хрилна торбичка се образува вентрално издуване на първичното черво наречено белодробна бразда. Така образуваната белодробна заложба се състои от ендодермални клетки от първичното черво и мезенхим получен от висцералната мезодерма. Тръбовидната заложба първоначално се разклонява на два клона, а по-късно дават множество дървовидни разклонения. Началната част от заложбата се превръща в гръклян, самата тръбичка се развива в трахея, а разклоненията в главни, големи и средни бронхи. Едва след като напълно се оформи бронхиалното дърво започват да се формират и белодробните алвеоли. Това става през втората третина от ембрионалното развитие. Окончателната структура на белия дроб обаче се получава след раждането при извършването на първото дихателно движение.

## Произход и еволюция на белия дроб
Белият дроб на сухоземните гръбначни и въздушният мехур при рибите се смята, че са еволюирали от прости мехурчета на хранопровода. Те позволяват на древните риби да поемат глътка въздух при бедна на кислород вода. Тези прости мехурчета първоначално възникват при костните риби, като в някои от тях се превръщат в известните днес въздушни мехурчета. В други видове обаче като например днешните ръкоперки се превръщат в бели дробове. От ръкоперките са еволюирали съвременните четирикраки. Ето защо белите дробове на днешните гръбначни съответстват не на хрилете при рибите, а на техния въздушен мехур. Доказателство за тази връзка е и наличието на белодробната бразда в първичното черво при ембрионалното развитие.

## Заболявания на белия дроб
- Рак на белия дроб
- Белодробна емболия